# تال برودي
تال برودي (بالعبرية: טל ברודי‏) (بالإنجليزية: Tal Brody) مواليد 30 أغسطس 1943 في ترنتون، هو لاعب كرة سلة أمريكي إسرائيلي سابق بدأ مسيرته الاحترافية في سنة 1966 ويحمل الرقم 6. يبلغ طوله 6 قدم 1.5 بوصة (1.9 م). اعتزل اللعب في 1980.

## فرق لعب لها
- مكابي تل أبيب لكرة السلة

## روابط خارجية
- تال برودي على موقع الاتحاد الدولي لكرة السلة (الإنجليزية)
- تال برودي على موقع الاتحاد الدولي لكرة السلة (الإنجليزية)
- تال برودي على موقع سبورتس رفرنس (الإنجليزية)
- تال برودي على موقع كلية كرة السلة في سبورتس رفرنس.كوم (الإنجليزية)
- تال برودي على موقع ريلجم (الإنجليزية)